# Адам Вингард
Адам Вингард (енгл. Adam Wingard, 3. децембар 1982, Оук Риџ, Тенеси) амерички је режисер, сценариста, филмски продуцент и кинематограф. Током првих година своје каријере био је члан мамблкор покрета и брзо се прославио нискобуџетним остварењима у хорор и акционом жанру, као што су Ти си следећи (2011), V/H/S (2012), Гост (2014) и Вештица из Блера 3 (2016). Касније је режирао неколико блокбастера од којих је најзначајнији Годзила против Конга (2021).

## Филмографија
| Година | Филм                                    | Режија | Сценарио | Кинематограф | Монтажер |
| ------ | --------------------------------------- | ------ | -------- | ------------ | -------- |
| 2007.  | Кућна болест                            | Да     | Не       | Не           | Не       |
| 2007.  | Поп лобања                              | Да     | Да       | Да           | Да       |
| 2010.  | Ужасан начин да се умре                 | Да     | Не       | Не           | Да       |
| 2011.  | Аутоеротизам                            | Да     | Да       | Да           | Да       |
| 2011.  | Ти си следећи                           | Да     | Не       | Не           | Да       |
| 2012.  | V/H/S: Трака 56                         | Да     | Да       | Да           | Не       |
| 2013.  | V/H/S/2: Прва фаза клиничких испитивања | Да     | Не       | Не           | Да       |
| 2014.  | Гост                                    | Да     | Не       | Не           | Да       |
| 2016.  | Вештица из Блера 3                      | Да     | Не       | Не           | Не       |
| 2017.  | Бележница смрти                         | Да     | Не       | Не           | Не       |
| 2021.  | Годзила против Конга                    | Да     | Не       | Не           | Не       |